# Луїс Вінісіо
Луїс Вінісіо (порт. Luís Vinício, нар. 28 лютого 1932, Белу-Оризонті) — бразильський футболіст, що грав на позиції нападника. По завершенні ігрової кар'єри — футбольний тренер. Виступав, зокрема, за клуб «Наполі». Володар Кубка Мітропи.

## Ігрова кар'єра
Народився 28 лютого 1932 року в місті Белу-Оризонті. Вихованець юнацьких команд футбольних клубів «Авентурерос» і «Металлусіна».
У дорослому футболі дебютував 1951 року виступами за команду клубу «Ботафого», в якій провів три сезони. Своєю грою за цю команду привернув увагу представників тренерського штабу клубу «Наполі», до складу якого приєднався 1955 року. Відіграв за неаполітанську команду наступні п'ять сезонів своєї ігрової кар'єри. Більшість часу, проведеного у складі «Наполі», був основним гравцем атакувальної ланки команди. У складі «Наполі» був одним з головних бомбардирів команди, маючи середню результативність на рівні 0,45 гола за гру першості.
Згодом з 1960 по 1967 рік грав у складі команд клубів «Болонья», «Ланероссі» та «Інтернаціонале». Протягом цих років виборов титул володаря Кубка Мітропи.
Завершив професійну ігрову кар'єру у клубі «Ланероссі», у складі якого вже виступав раніше. Прийшов до команди 1967 року, захищав її кольори до припинення виступів на професійному рівні у 1968.

## Кар'єра тренера
Розпочав тренерську кар'єру відразу ж по завершенні кар'єри гравця, 1968 року, очоливши тренерський штаб клубу «Інтернаполі».
Надалі очолював команди клубів «Бриндізі», «Тернана», «Наполі», «Лаціо», «Авелліно», «Піза» та «Удінезе».
Останнім місцем тренерської роботи був клуб «Юве Стабія», команду якого Луїс Вінісіо очолював як головний тренер до 1992 року.

## Статистика виступів
| Сезон   | Клуб             | Чемпіонат | Чемпіонат | Чемпіонат |
| Сезон   | Клуб             | Ліга      | Ігор      | Голів     |
| ------- | ---------------- | --------- | --------- | --------- |
| 1955-56 | «Наполі»         | A         | 26        | 16        |
| 1956-57 | «Наполі»         | A         | 34        | 18        |
| 1957-58 | «Наполі»         | A         | 34        | 21        |
| 1958-59 | «Наполі»         | A         | 28        | 7         |
| 1959-60 | «Наполі»         | A         | 30        | 7         |
| 1960-61 | «Болонья»        | A         | 30        | 11        |
| 1961-62 | «Болонья»        | A         | 17        | 6         |
| 1962-63 | «Ланероссі»      | A         | 26        | 7         |
| 1963-64 | «Ланероссі»      | A         | 29        | 17        |
| 1964-65 | «Ланероссі»      | A         | 27        | 12        |
| 1965-66 | «Ланероссі»      | A         | 34        | 25        |
| 1966-67 | «Інтернаціонале» | A         | 8         | 1         |
| 1967-68 | «Ланероссі»      | A         | 25        | 7         |

## Титули та досягнення

### Як гравця
- Володар Кубка Мітропи (1):

«Болонья»: 1961

### Особисті
- Найкращий бомбардир Серії A (1):

1965-66 (25)

### Як тренера
- Чемпіон Італійської Серії С (1):

«Бриндізі»: 1971—1972